# Robin Sharma
Robin S. Sharma, född 18 mars 1965, är en kanadensisk författare, föreläsare, ledarskapsexpert, samt före detta advokat.
Han är mest känd som författaren till Munken som sålde sin Ferrari.  Hans böcker har sålt i mer än 15 miljoner exemplar. Sharma har både kanadensiskt och mauritiskt medborgarskap.